# Elio Ragni
Elio Ragni (ur. 5 grudnia 1910 w Mediolanie, zm. 19 czerwca 1998 tamże) – włoski lekkoatleta (sprinter), wicemistrz olimpijski z 1936.
Zajął 4. miejsce w sztafecie 4 × 100 metrów (w składzie: Ulderico Di Blas, Ragni, Mario Larocchi i Edgardo Toetti) na mistrzostwach Europy w 1934 w Turynie.
Na igrzyskach olimpijskich w 1936 w Berlinie zdobył srebrny medal w sztafecie 4 × 100 metrów za zespołem Stanów Zjednoczonych (sztafeta włoska biegła w składzie: Orazio Mariani, Gianni Caldana, Ragni i Tullio Gonnelli).
Był mistrzem Włoch w sztafecie 4 × 100 metrów w latach 1930 i 1936-1938.